# کیت رابینسون (کمدین)
کیت رابینسون (به انگلیسی: Keith Robinson) (زاده ۲۳ اکتبر ۱۹۶۳) بازیگر ، استندآپ کمدین آمریکایی است.
از فیلم‌های معروف او می‌توان به بازی در فاجعه اشاره کرد.